# Motore Renault Type K
Con la sigla Type K si intende una famiglia di motori a scoppio e Diesel prodotti a partire dal 1995 dalla casa automobilistica francese Renault.

## Storia
Il motore K è una evoluzione del motore Energy, che è destinato a sostituire. Il motore Energy era già una evoluzione del motore Cléon-Fonte, sulla quale è stato montato un cilindro emisferica che incorpora albero a camme in testa azionato da una cinghia dentata. Il motore K è l'ultima evoluzione del motore Cléon-Fonte. Il cambiamento principale motore K viene azionato in lavorazione cilindri in quanto non ha fodere removibili. La versione testata cilindri 8 valvole specie è tratto da motore Energy. Il primo motore K appare sulla Mégane I con una cilindrata di 1598 cm³ e una testata a 8 valvole, nome in codice type K7M. Questo motore sarà utilizzato anche sulla Clio II, Scénic I, Dacia Logan e Dacia Sandero.

## Caratteristiche e versioni

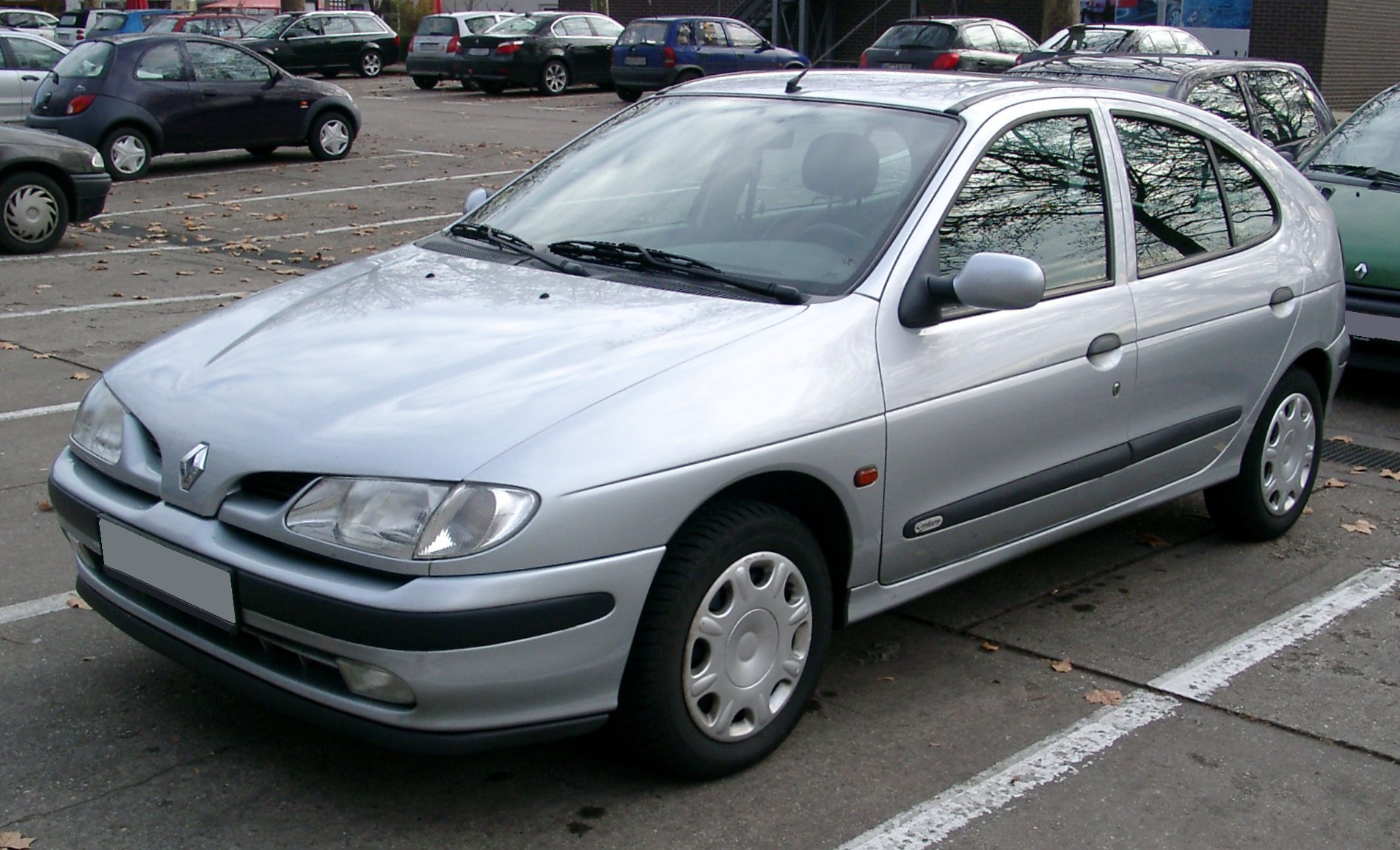
La prima vettura a montare un motore della famiglia K è stata la Renault Mégane del 1995

Introdotti nel 1995 con il lancio della prima serie della Renault Mégane, questi motori sono stati realizzati a partire dai motori della famiglia Energy, che però è servita semplicemente da punto di partenza. In realtà i motori Type K hanno differenze enormi rispetto alla famiglia Energy. Prima di tutto è nuovo il basamento, caratterizzato da canne cilindri di diverse dimensioni. Inoltre, altre differenze riguardano l'iniezione elettronica multipoint in luogo della single point presente sulla maggior parte dei motori Energy (tranne l'ultima unità, la E7J, che montava anch'essa l'iniezione multipoint).
In generale, le caratteristiche dei motori Type K sono le seguenti:
- basamento in ghisa;
- testata in lega di alluminio;
- valvole in testa;
- albero a gomiti su 5 supporti di banco.

Per il resto, si hanno caratteristiche differenti da una versione all'altra. Per esempio, la distribuzione può essere sia monoalbero sia a doppio albero a camme in testa e a due o a quattro valvole per cilindro. Inoltre, come già accennato, la famiglia Type K comprende sia motori a benzina sia motori a gasolio e questi ultimi sono le uniche unità sovralimentate della famiglia Type K.
Vi sono inoltre diverse altre differenze più di dettaglio tra una versione e l'altra.
I motori K hanno trovato applicazione non solo su modelli Renault, ma anche su modelli della rumena Dacia, da decenni nell'orbita della Casa francese.
Di seguito verranno ora illustrate più in dettaglio le tre versioni della famiglia K, con ogni loro rispettiva variante.

### Type KxM: 1598 cm³
Il primo motore della famiglia K a debuttare è stato un 1.6. È un motore caratterizzato da misure di alesaggio e corsa pari a 79,5x80,5 mm, per una cilindrata totale di 1598 cm³. Questo motore è stato proposto in più varianti.

#### Type K7M

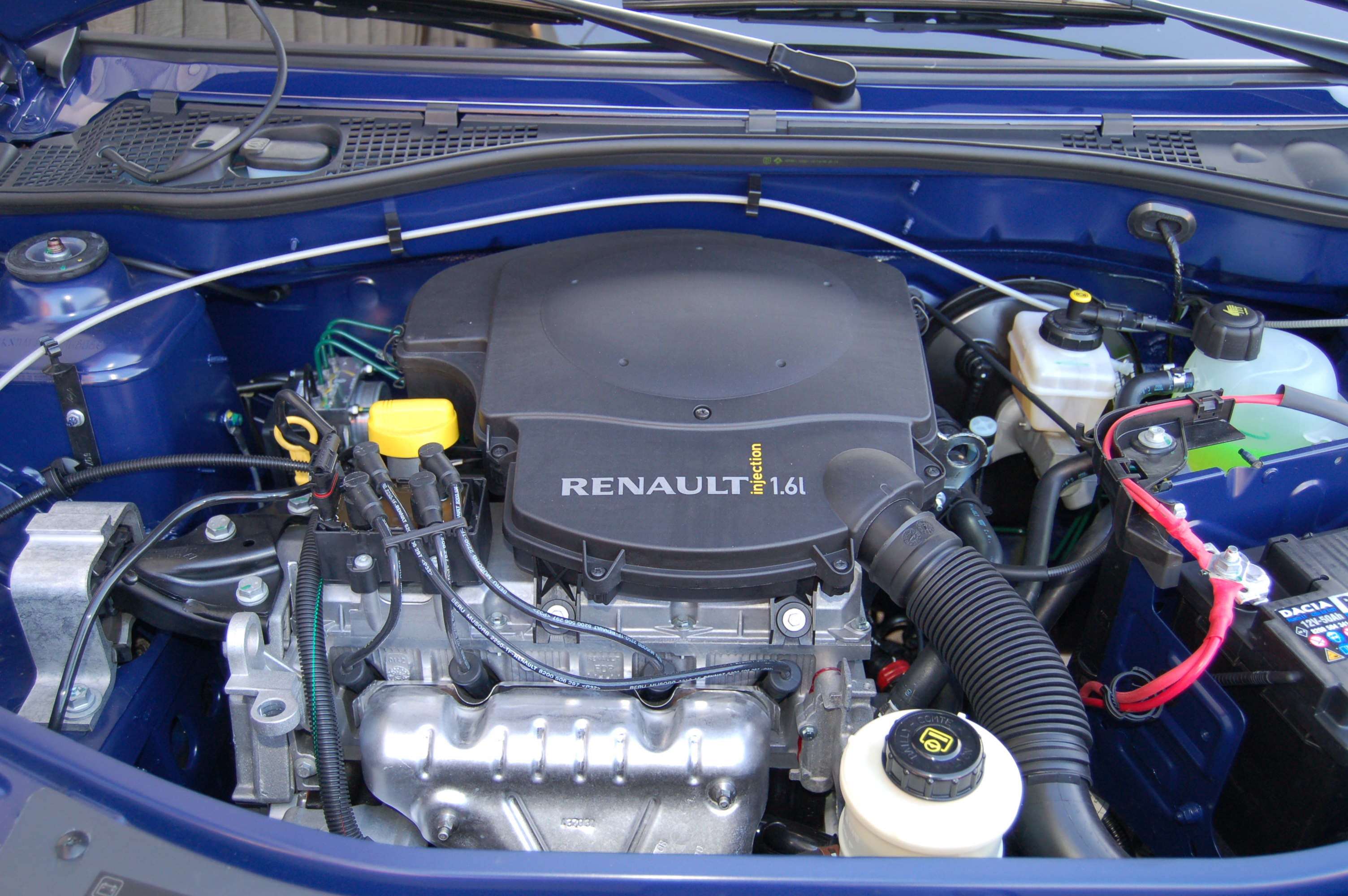
Un motore K7M installato in una Dacia Logan MCV del 2009

Questo è in assoluto il primo motore della famiglia K, quello introdotto proprio nel 1995. È caratterizzato dalla distribuzione monoalbero a due valvole per cilindro e da un rapporto di compressione pari a 9,7:1. La potenza raggiunge 90 CV a 5000 giri/min e la coppia massima è di 137 Nm a 4000 giri/min.
Questo motore è stato tolto dalla gamma Renault nel 2001, ma a partire dal 2006 è stato riesumato in versione leggermente depotenziata (87 CV) per equipaggiare le economiche Dacia.
Tale motore è stato quindi montato su:
- Renault Mégane 1.6 RN/RT 4p, 5p e Coach (1995-99);
- Renault Mégane Scénic 1.6 RN/RT (1997-99);
- Renault Clio Mk2 1.6 SI/RXE/RXT (1998-2000);
- Dacia Logan 1.6 (2004-08);
- Dacia Sandero 1.6 (2008-10);
- Dacia Sandero Stepway 1.6 (2009-10);
- Dacia Logan MCV 1.6 (2007-10);
- Renault Kangoo Mk2 1.6 8v (2008-11).

In versione ancor più depotenziata (82 CV), le sue applicazioni comprendono ancora diversi modelli Dacia:
- Dacia Sandero Stepway 1.6 (2010-12);
- Dacia Logan MCV (2010-12);
- Dacia Dokker 1.6 (2012-15);
- Dacia Lodgy 1.6 (2012-15).

#### Type K4M

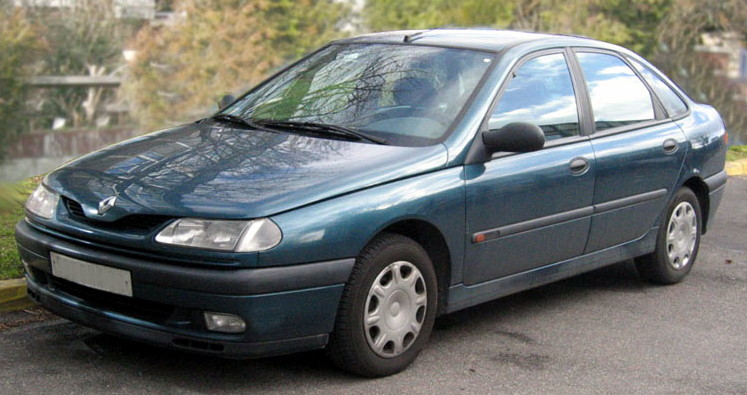
Le prime Laguna 1.6 montavano il motore K4M

Questo motore, introdotto nel 1999, ha affiancato e in seguito soppiantato la variante descritta precedentemente. Questo motore, sempre di 1598 cm³, non va confuso con il 1.6 Nissan, di cilindrata identica, che appartiene a un'altra famiglia.
Il motore K4M si differenzia dal K7M per varie caratteristiche: prima di tutto, la più evidente è la distribuzione bialbero in testa a quattro valvole per cilindro, e quindi la stessa testata è stata modificata in tale senso. Inoltre gli stessi assi a camme sono di tipo tubolare, cioè cavi, in modo da consentire un deciso risparmio di peso. Sempre in tema di distribuzione, le punterie sono idrauliche a rullo.
E ancora, sono stati riprogettati i collettori di aspirazione in modo da ottimizzare la coppia ai bassi regimi. Gli stessi collettori sono stati realizzati in materiale composito, in modo da contenere il peso.
Il rapporto di compressione di questo motore è di 10:1, il che consente di raggiungere una potenza massima di 110 CV a 5750 giri/min, con una coppia massima pari a 148 N·m a 3750 giri/min. Dal 2000 questo motore ha subito un leggero decremento di potenza, scendendo a 107 CV, poi saliti a 112 CV di potenza massima e a 151 Nm di coppia massima. Ma a partire dal 2006, per adeguare il motore alla normativa Euro 4, è stato necessario abbassare nuovamente la potenza, sebbene in lieve misura. In questo modo il 1.6 16v tornò a 110 CV e la coppia massima rimase invariata a 151 Nm, disponibili a 4250 giri/min.
Questo motore è stato montato su:

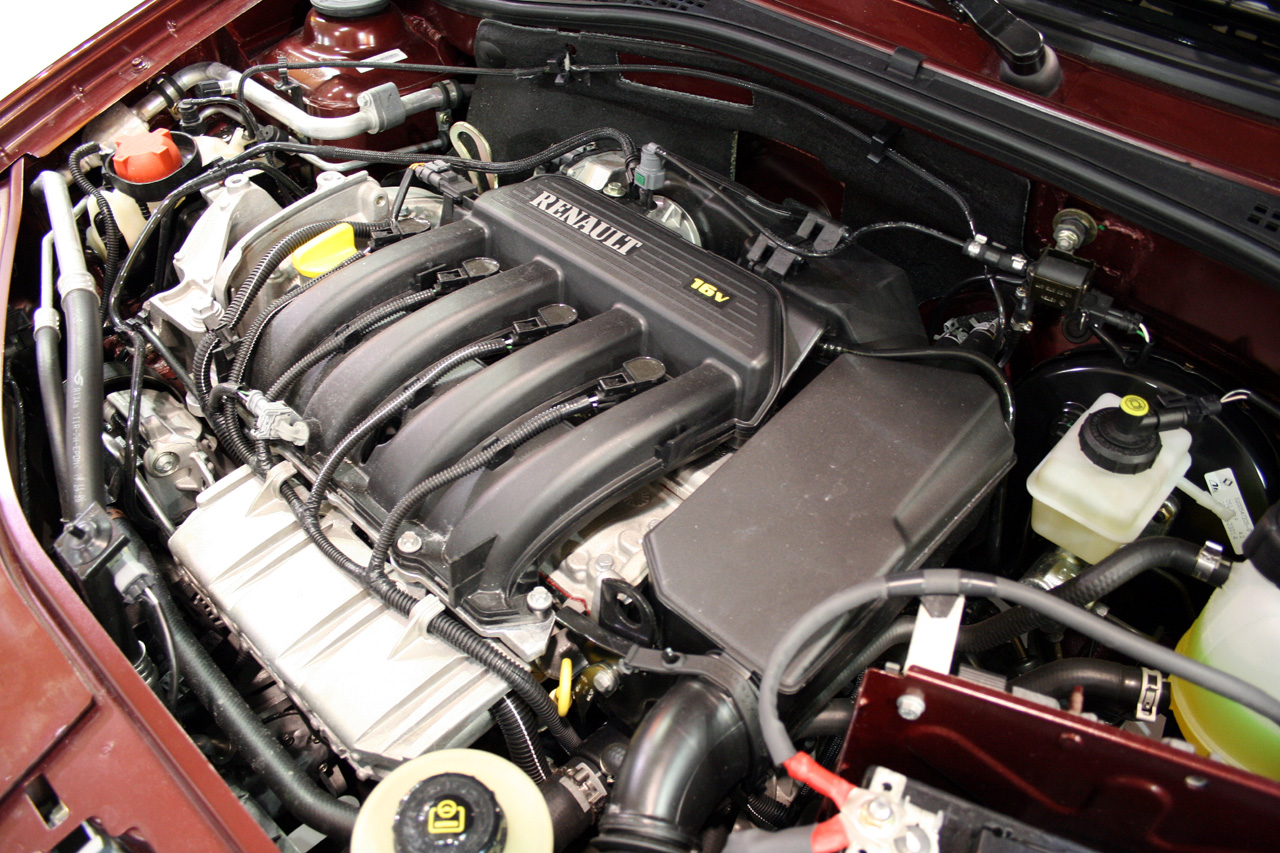
Motore K4M di una Logan del 2007

- Renault Laguna Mk1 1.6 16V (1998-2001);
- Renault Clio Mk2 1.6 16v (1999-2005);
- Renault Clio Mk3 1.6 16v (2005-12);
- Renault Modus/GrandModus 1.6 16v (2004-13);
- Renault Mégane Mk1 1.6 16v (1999-2002);
- Renault Mégane Mk2 1.6 16v (2002-08);
- Renault Scénic Mk1 1.6 16v (1999-2003);
- Renault Scénic e Grand Scénic Mk2 1.6 16v (2003-09);
- Renault Scénic Mk2 Conquest 1.6 16v (2007-09);
- Renault Laguna Mk2 1.6 16v (2000-07);
- Renault Laguna Mk3 1.6 16v (2007-10);
- Renault Kangoo Mk2 1.6 16v (2007-11);
- Renault Mégane Mk3 1.6 16v (2008-15);
- Renault Scénic III 1.6 16v (2009-13);
- Renault Scénic III X-Mod 1.6 16v (2009-13).

Una variante depotenziata di questo motore eroga 105 CV di potenza massima a 5750 giri/min, ma la coppia massima è sempre di 148 Nm a 3750 giri/min. Tale variante è stata montata su:
- Dacia Logan MCV 1.6 16v (2007-08);
- Dacia Duster 1.6 (03/2010-01/2018);
- Renault Kangoo Mk2 1.6 16v (2011-14).

#### Type K4M-RS
Questa sigla cela la più recente e spinta evoluzione del 1.6 della serie K. Si tratta di un motore aspirato caratterizzato da numerosi interventi rispetto all'unità K4M di origine. Innanzitutto è stata lavorata la testata, con modifiche alle camere di scoppio e alle valvole e ai condotti di aspirazione. Inoltre è stata ritoccata la fasatura degli assi a camme, in particolare quello di aspirazione, con modifiche all'alzata, ora maggiore. Sempre in tema di distribuzione, l'asse a camme lato aspirazione monta un variatore di fase.
Il rapporto di compressione è stato alzato a 11:1, consentendo al motore di raggiungere una potenza massima di 133 CV a 6750 giri/min, con un picco di coppia pari a 160 N·m a 4400 giri/min.
Questo motore trova applicazione su:
- Renault Twingo Mk2 1.6 16v RS (2008-13);
- Renault Twingo Mk2 RS Gordini (2010-13);
- Renault Wind 1.6 (2010-13).

Una variante leggermente meno potente erogava 130 CV a 6000 giri/min, con una coppia massima di 155 Nm a 4000 giri/min. Tale variante è stata montata sulla Renault Clio III 1.6 GT (2011-12).

#### Altre varianti
Il motore K4M è stato proposto anche nella variante bi-fuel, che funziona a benzina e GPL: in tale variante, la potenza massima è leggermente inferiore e raggiunge 105 CV a 5750 giri/min, mentre la coppia massima è di 147 N·m a 4250 giri/min. Questo motore viene montato sulla Renault Mégane III 1.6 16v GPL, prodotta a partire dal novembre 2008. A partire dal 2012, tale variante viene portata a 110 CV come il 1.6 a benzina di normale produzione e in tale configurazione viene montata sulle Renault Scénic III 1.6 e Scénic X-Mod 1.6 con alimentazione bi-fuel.

### Type KxJ: 1390 cm³

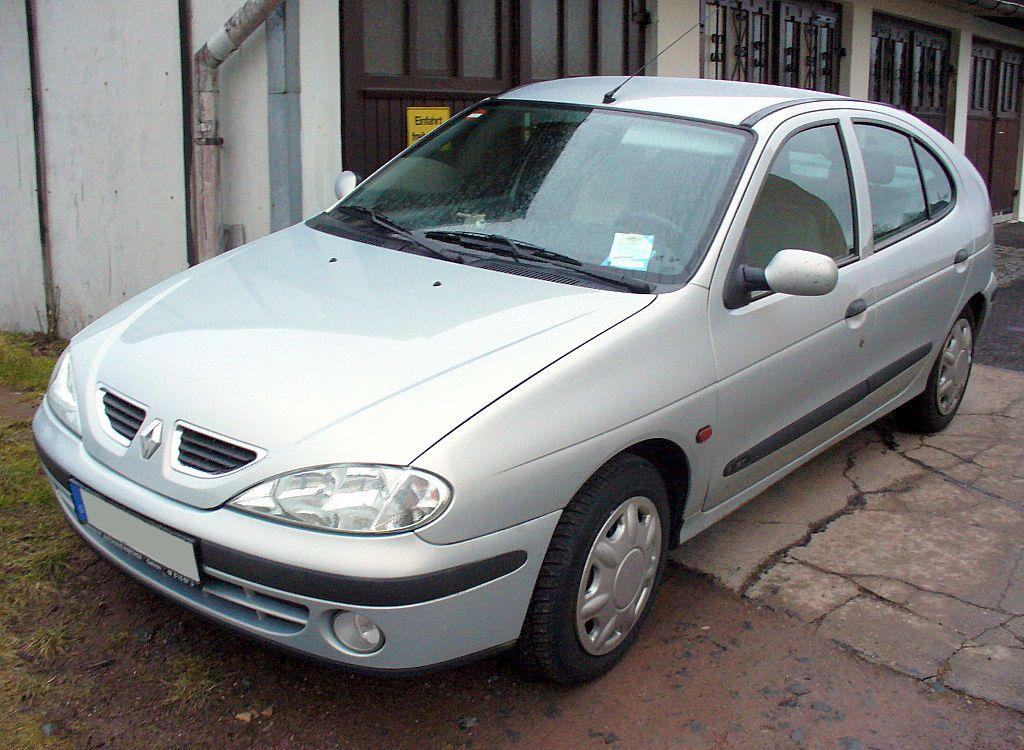
Le Mégane prima serie restyling montavano tra l'altro anche dei motori 1.4 16v, ossia dei motori K4J

Questa sigla generica indica la versione 1.4 dei motori Renault della Serie K. Questo 1.4 ha esordito nel 1999 con il restyling della prima serie della Mégane e, sebbene di cilindrata identica al precedente 1.4 Energy, è molto differente. Cambia infatti il basamento, come peraltro su tutti i motori K, anche se la base di origine è stata proprio la famiglia Energy. Le canne cilindri di questo motore avevano dimensioni differenti dall'unità E7J. Infatti, se il 1.4 Energy aveva misure di alesaggio e corsa pari a 75,8x77 mm, nel caso dell'unità K4J le misure sono di 79,5x70 mm, misure che danno ugualmente luogo a una cilindrata di 1390 cm³. È evidente, quindi, una riduzione della corsa di 10,5 mm rispetto al 1.6 K4M.
Questo motore è stato prodotto in due varianti, una monoalbero e una bialbero.

#### K4J
La sigla K4J (per esteso K4JC7) identifica il 1.4 bialbero della Serie K di Renault: tra le varie caratteristiche, va ricordata la presenza di assi a camme (due in testa) cavi, come nel caso del motore K4M, una soluzione dettata dall'esigenza di contenere la massa. Anche qui, come nel corrispondente 1.6 16v, i collettori di aspirazione sono stati realizzati in materiale composito e sono state montate punterie a rullo tra le camme e i bilancieri dotati di regolazione idraulica del gioco. Un'altra particolare caratteristica di questo motore è quella di avere una bobina per ogni candela, fatto inusuale per un motore di fascia medio-bassa.
Arrivando ai dati numerici, va detto che questo motore è caratterizzato da un rapporto di compressione di 10:1. Così configurato, questo motore eroga una potenza massima di 95-98 CV (a seconda delle applicazioni) a 6000 giri/min, con una coppia massima di 127 N·m a 3750 o a 4250 giri/min.
È stato montato su:
- Renault Clio Mk2 1.4 16v (2000-2005)
- Renault Clio Mk3 1.4 16v (2005-08);
- Renault Mégane Mk1 1.4 16v (1999-02);
- Renault Mégane Mk2 1.4 16v 3p, 4p, 5p (2002-08);
- Renault Mégane Mk2 1.4 16v GrandTour (2002-09);
- Renault Scénic I 1.4 16v (1999-03);
- Renault Scénic/Grand Scénic II 1.4 16v (2003-08).

Di questo motore è esistita anche una variante depotenziata in grado di erogare fino a 82 CV a 6000 giri/min, ma con coppia massima invariata. Questo motore è stato montato sulla Renault Mégane II 1.4 16v 80 CV (2003-05).

#### K7J
La sigla K7J indica il 1.4 monoalbero: tale motore ha esordito nel 2004 ed è in pratica una versione economica del bialbero visto sopra. Sia i costi di realizzazione per la casa automobilistica francese, sia quelli di esercizio per l'utente sono sensibilmente ridotti. Questo motore è caratterizzato da un rapporto di compressione di 9.5:1 ed è in grado di raggiungere una potenza massima di 75 CV a 5500 giri/min, mentre la coppia massima è di 110 N·m a 3000 giri/min.
Le applicazioni del motore K7J includono:
- Dacia Logan 1.4 (2004-08);
- Dacia Logan MCV 1.4 (2007-11);
- Dacia Sandero 1.4 (2008-09).

Questo motore è stato anche proposto in versione bi-fuel (benzina-GPL). In questo caso, la potenza massima raggiunge 72 CV. Tale particolare motore è stato montato su:
- Dacia Sandero 1.4 bi-fuel (2008-10);
- Dacia Logan 1.4 bi-fuel (2008-11).

### Type K9K: 1461 cm³ Diesel

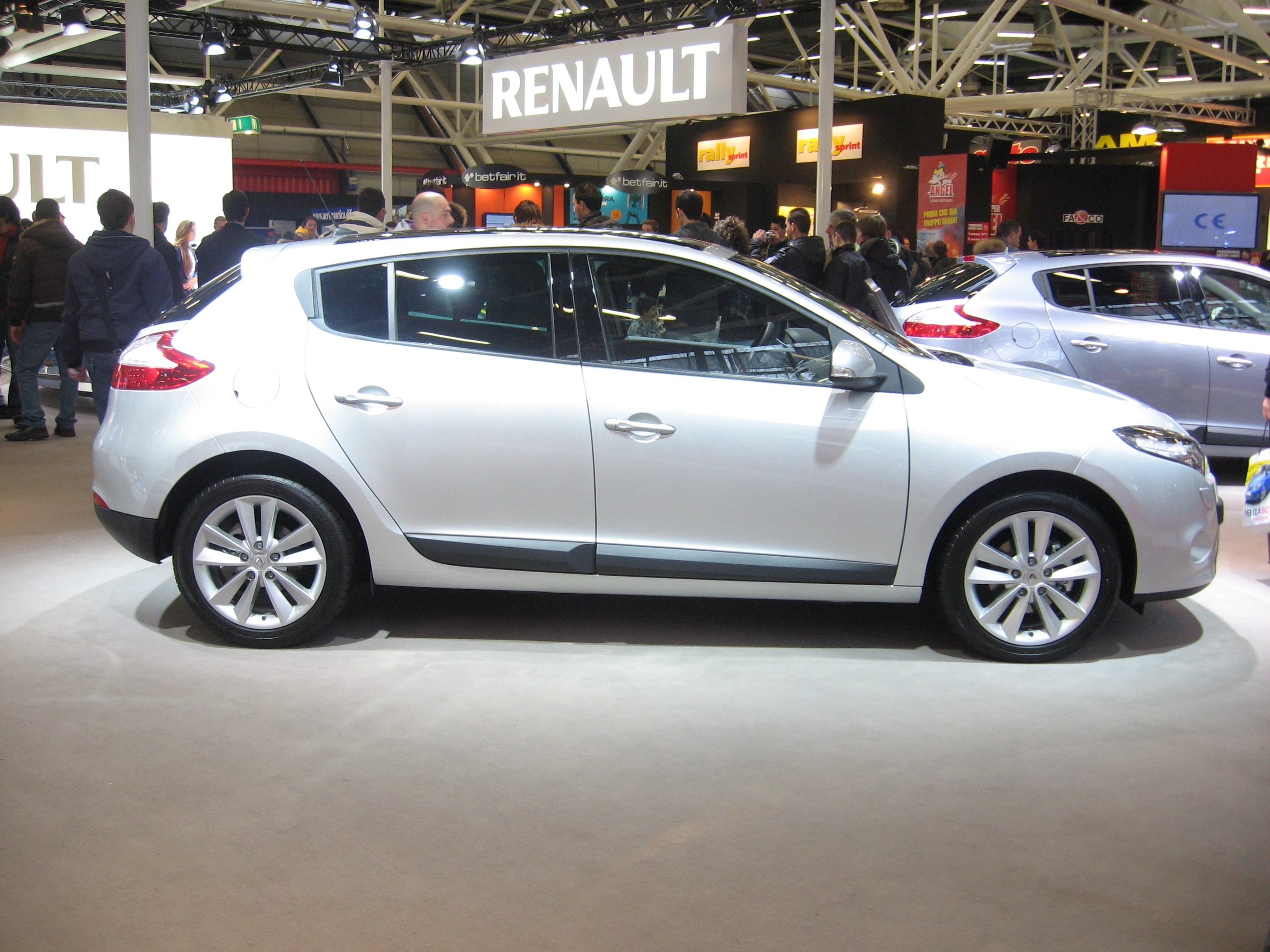
Le Mégane terza serie montano la variante più potente del 1.5 K9K

Anche questo motore, benché alimentato a gasolio e non a benzina, fa parte della famiglia K, poiché il basamento di origine è il medesimo della versione 1.6, pur con alcune consistenti modifiche. La principale e più evidente sta nella riduzione dell'alesaggio da 79,5 a 76 mm, che riduce la cilindrata a 1461 cm³. Un altro importante aspetto è l'adozione della tecnologia common rail, con dispositivi di origine Delphi, una delle principali fornitrici di tali componenti. Raffinata anche la tecnologia costruttiva degli iniettori, atta a ridurre sensibilmente il tempo di risposta all'impulso della centralina. Il motore K9K è sovralimentato da un turbocompressore KKK. Tutti i motori K9K sono monoalbero a due valvole per cilindro.

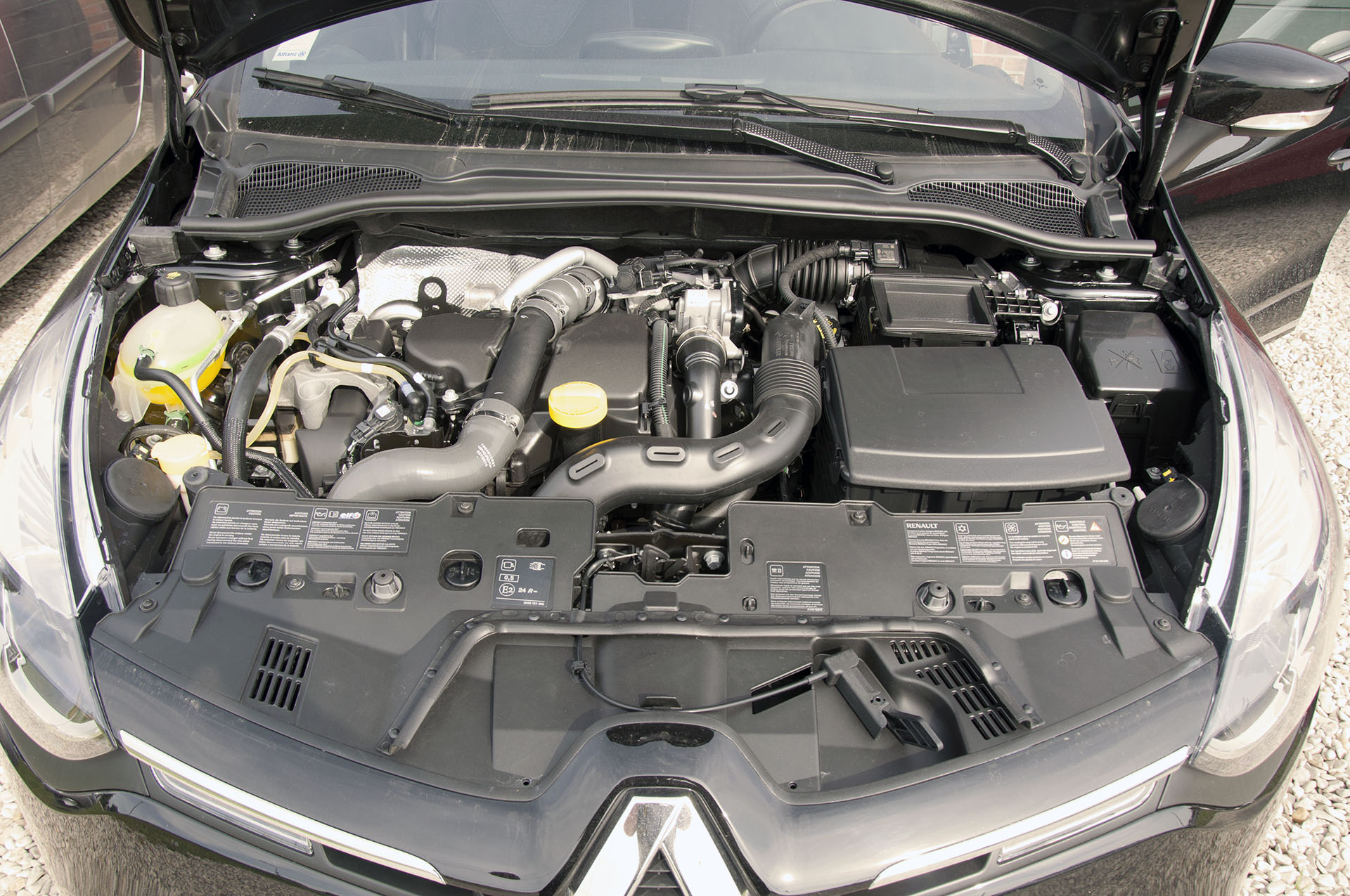
Motore K9K 1.5 dCi 90 CV di una Renault Clio IV

L'evoluzione del motore K9K si articola in moltissime varianti, diverse tra loro per prestazioni. Questo insieme si può suddividere in due gruppi fondamentali, a seconda che siano con o senza intercooler. Le varianti senza intercooler sono quelle di potenza inferiore agli 80 CV, mentre le altre utilizzano lo scambiatore di calore.
Inizialmente vi erano due varianti, da 65 e da 80 CV. In seguito, arrivò anche una più prestante variante da 100 CV. Nel 2005 vi furono alcuni ritocchi a questi motori e le potenze salirono rispettivamente a 65, 86 e 106 CV. Queste cifre sono quelle generali e più note, ma sono esistite alcune sottovarianti di potenza leggermente differente. Inoltre, nel 2008 è stata introdotta la versione più performante, in grado di raggiungere 110 CV e che si è affiancata a quella da 106 CV. In più, le versioni inizialmente proposte sono state poi aggiornate e rese più performanti nel corso degli anni: per esempio, la versione da 65 CV è stata successivamente portata a 68 e infine a 75 CV di potenza massima. Stesso discorso per la versione da 86 CV, portata in seguito a 88 CV.

#### Il motore K9K Energy
Introdotto nella primavera del 2012, questo motore deriva direttamente dal normale motore K9K appena descritto, del quale conserva le caratteristiche dimensionali, ma che propone soluzioni molto più moderne, in linea con la corsa all'efficienza intrapresa già l'anno precedente dal 1.6 turbodiesel R9M, anch'esso incluso nella "famiglia trasversale" di motori Energy. Anche per il 1.5 Energy viene proposto il sistema Stop & Start integrato con il dispositivo di recupero dell'energia in frenata e con il ricircolo dei gas di scarico, quest'ultimo in modalità a bassa pressione, una tecnica che dà la possibilità di aumentare la pressione di sovralimentazione del turbocompressore. Quest'ultimo è stato ottimizzato ed è ora caratterizzato da una bassissima inerzia, il che permette di ridurre al minimo il ritardo di risposta. Un'altra caratteristica di rilievo sta nella nuova pompa dell'olio corredata di sensori che gestisce l'afflusso di lubrificante in funzione del carico del motore e della viscosità dell'olio. Inoltre non va dimenticato il nuovo e più preciso sistema di alimentazione, consistente nell'utilizzo di nuovi iniettori piezoelettrici a sette fori in grado di realizzare un getto conico più preciso di gasolio vaporizzato. Completano il quadro i collettori di aspirazione ridisegnati e resi più lineari, utili a ridurre la dissipazione in calore dell'energia cinetica dei gas freschi in ingresso e dei pistoni in movimento. Infine, l'ultima evoluzione di questo motore introdotta a fine 2015 per rispettare le norme antinquinamento Euro 6 ha visto l'adozione di un'ulteriore novità tecnologica, nonché prima mondiale nell'ambito automotive, ovvero i pistoni in acciaio invece dell'usuale alluminio. Questa tecnologia (chiamata Monotherm, di proprietà della Mahle) ha permesso di produrre pistoni molto più compatti rispetto ai precedenti e una notevole riduzione degli attriti. Tali pistoni vengono utilizzati anche sul motore R9M.
Come risultato si ha un aumento di coppia motrice da 240 a 260 Nm a 1750 giri/min, mentre la potenza massima è invariata a 110 CV, come nelle altre varianti di punta del 1.5 dCi.
Tale motore esordisce su:
- Renault Scénic III 1.5 dCi (2012-16);
- Renault Mégane III 1.5 dCi (04/2012-08/2015).

In seguito viene montato anche su altri modelli della casa automobilistica francese (vedi tabella), anche nella versione depotenziata a 90 CV, poi evolutasi in quella da 95 CV.

#### Il motore K9K BluedCi
A partire dall'inizio dell'estate 2018, il 1.5 K9K ha cominciato a essere proposto anche in versione BluedCi, ossia con sistema di iniezione dell'additivo AdBlue a monte del catalizzatore, in modo da innescare una reazione chimica che trasforma gli ossidi di azoto in azoto e ossigeno. Tale motore eroga una potenza massima di 115 CV a 3750 giri/min e una coppia massima di 260 Nm a 2000 giri/min. Ha esordito sotto il cofano delle Dacia Duster all'inizio dell'estate 2018, per poi essere esteso ad altri modelli Renault e Nissan alcuni mesi dopo.

#### Tabella applicazioni
La seguente tabella raccoglie tutte le principali varianti del motore K9K e le relative applicazioni:
| Motori Renault K9K           |                          |                                      |                |               |                                                  |                    |
| Variante                     | Rapporto di compressione | Pressione di sovralimentazione (bar) | Potenza CV/rpm | Coppia Nm/rpm | Applicazioni                                     | Anni di produzione |
| 1.                           | 17,9                     | -                                    | 60/4000        | 130/2000      | Renault Kangoo Mk1 1.5 dCi 60CV                  | 2006-07            |
| 2.                           | 17,9                     | -                                    | 64/3750        | 160/1900      | Renault Twingo Mk2 1.5 dCi                       | 2007-10            |
| 2.                           | 17,9                     | -                                    | 64/3750        | 160/1900      | Renault Clio Storia 1.5 dCi                      | 2009-11            |
| 3.                           | 18                       | 1,05                                 | 65/4000        | 160/2000      | Renault Clio Mk2 1.5 dCi 65CV                    | 2001-05            |
| 3.                           | 18                       | 1,05                                 | 65/4000        | 160/2000      | Renault Modus 1.5 dCi Confort Expression         | 2004-05            |
| 3.                           | 18                       | 1,05                                 | 65/4000        | 160/2000      | Nissan Micra Mk3 1.5 dCi Visia/Acenta            | 2003-05            |
| 4.                           | 18,8                     | -                                    | 68/4000        | 160/2000      | Renault Clio Storia 1.5 dCi                      | 2005-09            |
| 4.                           | 18,8                     | -                                    | 68/4000        | 160/2000      | Renault Clio Mk3 1.5 dCi 68CV                    | 2005-10            |
| 4.                           | 18,8                     | -                                    | 68/4000        | 160/2000      | Renault Modus 1.5 dCi Confort Expression         | 2005-10            |
| 4.                           | 18,8                     | -                                    | 68/4000        | 160/2000      | Renault Grand Modus 1.5 dCi Confort Expression   | 2007-10            |
| 4.                           | 18,8                     | -                                    | 68/4000        | 160/2000      | Renault Kangoo Mk1 1.5 dCi 68CV                  | 2005-07            |
| 4.                           | 18,8                     | -                                    | 68/4000        | 160/2000      | Renault Kangoo Mk2 1.5 dCi                       | 2007-10            |
| 4.                           | 18,8                     | -                                    | 68/4000        | 160/2000      | Nissan Micra Mk3 1.5 dCi Visia/Acenta            | 2005-10            |
| 4.                           | 18,8                     | -                                    | 68/4000        | 160/2000      | Nissan Note 1.5 dCi Jive                         | 2006-07            |
| 4.                           | 18,8                     | -                                    | 68/4000        | 160/2000      | Dacia Logan 1.5 dCi 68CV                         | 2006-11            |
| 4.                           | 18,8                     | -                                    | 68/4000        | 160/2000      | Dacia Logan MCV 1.5 dCi 68CV                     | 2007-10            |
| 4.                           | 18,8                     | -                                    | 68/4000        | 160/2000      | Dacia Sandero 1.5 dCi 68CV                       | 2008-10            |
| 4.                           | 18,8                     | -                                    | 68/4000        | 160/2000      | Dacia Sandero Stepway 1.5 dCi                    | 2009-10            |
| 5.                           | 18,8                     | -                                    | 75/3750        | 180/1750      | Renault Twingo II 1.5 dCi                        | 2010-14            |
| 5.                           | 18,8                     | -                                    | 75/3750        | 180/1750      | Renault Clio III 1.5 dCi 75CV                    | 2010-12            |
| 5.                           | 18,8                     | -                                    | 75/3750        | 180/1750      | Renault Modus 1.5 dCi 75cv                       | 2007-13            |
| 5.                           | 18,8                     | -                                    | 75/3750        | 180/1750      | Renault Kangoo II 1.5 dCi                        | 2010-13            |
| 5.                           | 18,8                     | -                                    | 75/3750        | 180/1750      | Dacia Sandero Mk1 1.5 dCi                        | 2010-12            |
| 5.                           | 18,8                     | -                                    | 75/3750        | 180/1750      | Dacia Logan Mk2 1.5 dCi 75CV                     | 2012-20            |
| 5.                           | 18,8                     | -                                    | 75/3750        | 180/1750      | Dacia Logan Mk1 MCV 1.5 dCi 75CV                 | 2010-12            |
| 6. (Motore Energy)           | 18,8                     | -                                    | 75/3750        | 200/1750      | Renault Clio IV 1.5 dCi 75                       | 2012-19            |
| 6. (Motore Energy)           | 18,8                     | -                                    | 75/3750        | 200/1750      | Renault Kangoo II 1.5 dCi 75cv                   | 2013–08/2018       |
| 6. (Motore Energy)           | 18,8                     | -                                    | 75/3750        | 200/1750      | Renault Kangoo III dCi 75                        | dal 04/2021        |
| 6. (Motore Energy)           | 18,8                     | -                                    | 75/3750        | 200/1750      | Dacia Sandero Mk2 1.5 dCi                        | dal 2012           |
| 6. (Motore Energy)           | 18,8                     | -                                    | 75/3750        | 200/1750      | Dacia Logan Mk2 MCV 1.5 dCi 75CV                 | dal 2013           |
| 6. (Motore Energy)           | 18,8                     | -                                    | 75/3750        | 200/1750      | Dacia Dokker 1.5 dCi 75CV                        | 2012-21            |
| 6. (Motore Energy)           | 18,8                     | -                                    | 75/3750        | 200/1750      | Renault Express dCI 75                           | dal 05/2021        |
| 7.                           | -                        | -                                    | 80/3750        | 210/1750      | Nissan NV250 1.5 Blue dCi                        | 01/2020-12/2020    |
| 7.                           | -                        | -                                    | 80/3750        | 210/1750      | Renault Kangoo II 1.5 BluedCi                    | 03/2019-2021       |
| 8.                           | 18,8                     | 1,2                                  | 82/4000        | 185/2000      | Renault Clio Mk2 1.5 dCi 80CV                    | 2001-05            |
| 8.                           | 18,8                     | 1,2                                  | 82/4000        | 185/2000      | Renault Mégane Mk2 1.5 dCi 3p/4p/5p/GrandTour    | 2002-05            |
| 8.                           | 18,8                     | 1,2                                  | 82/4000        | 185/2000      | Renault Kangoo Mk1 1.5 dCi                       | 2003-05            |
| 8.                           | 18,8                     | 1,2                                  | 82/4000        | 185/2000      | Renault Scénic/GrandScénic 1.5 dCi               | 2003-05            |
| 8.                           | 18,8                     | 1,2                                  | 82/4000        | 185/2000      | Nissan Micra Mk3 1.5 dCi                         | 2003-05            |
| 9.                           | 18,8                     | 1,2                                  | 84/4000        | 200/2000      | Renault Clio Storia 1.5 dCi 84CV                 | 2005-09            |
| 10. (Motore Energy Blue dCi  | -                        | -                                    | 85/3750        | 220/1750      | Renault Clio V 1.5 Blue dCi 85                   | 03/2019-12/2020    |
| 11.                          | 18,8                     | 1,2                                  | 86/4000        | 200/2000      | Renault Clio Mk3 1.5 dCi 86CV                    | 2005-12            |
| 11.                          | 18,8                     | 1,2                                  | 86/4000        | 200/2000      | Renault Clio Mk3 Sportour 1.5 dCi                | 2007-12            |
| 11.                          | 18,8                     | 1,2                                  | 86/4000        | 200/2000      | Renault Modus 1.5 dCi 86CV                       | 2006-13            |
| 11.                          | 18,8                     | 1,2                                  | 86/4000        | 200/2000      | Renault Grand Modus 1.5 dCi 86CV                 | 2007-13            |
| 11.                          | 18,8                     | 1,2                                  | 86/4000        | 200/2000      | Renault Mégane Mk2 1.5 dCi 3p/4p/5p/GrandTour    | 2005-09            |
| 11.                          | 18,8                     | 1,2                                  | 86/4000        | 200/2000      | Renault Kangoo Mk1 1.5 dCi 86CV                  | 2005-07            |
| 11.                          | 18,8                     | 1,2                                  | 86/4000        | 200/2000      | Renault Kangoo Mk2 1.5 dCi 86CV                  | 2007-10            |
| 11.                          | 18,8                     | 1,2                                  | 86/4000        | 200/2000      | Renault Scénic/GrandScénic 1.5 dCi 86CV          | 2005-09            |
| 11.                          | 18,8                     | 1,2                                  | 86/4000        | 200/2000      | Dacia Logan 1.5 dCi 86CV                         | 2006-11            |
| 11.                          | 18,8                     | 1,2                                  | 86/4000        | 200/2000      | Dacia Logan MCV 1.5 dCi 86 CV                    | 2007-10            |
| 11.                          | 18,8                     | 1,2                                  | 86/4000        | 200/2000      | Dacia Sandero 1.5 dCi 86CV                       | 2008-10            |
| 11.                          | 18,8                     | 1,2                                  | 86/4000        | 200/2000      | Nissan Micra Mk3 1.5 dCi 86CV                    | 2005-10            |
| 11.                          | 18,8                     | 1,2                                  | 86/4000        | 200/2000      | Nissan Note 1.5 dCi 86CV                         | 2006-10            |
| 12.                          | 17,9                     | -                                    | 88/4000        | 200/1750      | Renault Clio III 1.5 dCi 90CV                    | 2009-12            |
| 12.                          | 17,9                     | -                                    | 88/4000        | 200/1750      | Renault Mégane Mk3 1.5 dCi 90CV                  | 2009-13            |
| 12.                          | 17,9                     | -                                    | 88/4000        | 200/1750      | Renault Kangoo Mk2 1.5 dCi 90CV                  | 2010-13            |
| 12.                          | 17,9                     | -                                    | 88/4000        | 200/1750      | Dacia Sandero Mk1 Stepway 1.5 dCi                | 2010-12            |
| 12.                          | 17,9                     | -                                    | 88/4000        | 200/1750      | Dacia Logan Mk1 MCV 1.5 dCi 90CV                 | 2010-13            |
| 12.                          | 17,9                     | -                                    | 88/4000        | 200/1750      | Dacia Duster 1.5 dCi 90CV                        | 2010-13            |
| 12.                          | 17,9                     | -                                    | 88/4000        | 200/1750      | Renault Modus 1.5 dCi 90cv                       | 2007-13            |
| 12.                          | 17,9                     | -                                    | 88/4000        | 200/1750      | Nissan Note Mk1 1.5 dCi 90CV                     | 2010-13            |
| 12.                          | 17,9                     | -                                    | 88/4000        | 200/1750      | Nissan Cube 1.5 dCi 90CV                         | 2009-12            |
| 12.                          | 17,9                     | -                                    | 88/4000        | 200/1750      | Nissan Evalia 1.5 dCi 90cv                       | 2011-13            |
| 13. (Motore Energy)          | 17,9                     | -                                    | 90/4000        | 200/1750      | Renault Kangoo II 1.5 dCi 90cv                   | 2013-18            |
| 13. (Motore Energy)          | 17,9                     | -                                    | 90/4000        | 220/1750      | Renault Clio IV 1.5 dCi 90CV                     | 2012-19            |
| 13. (Motore Energy)          | 17,9                     | -                                    | 90/4000        | 220/1750      | Renault Captur 1.5 dCi                           | 04/2013-09/2019    |
| 13. (Motore Energy)          | 17,9                     | -                                    | 90/4000        | 220/1750      | Renault Mégane III 1.5 dCi                       | 04/2012-04/2014    |
| 13. (Motore Energy)          | 17,9                     | -                                    | 90/4000        | 220/1750      | Renault Mégane IV 1.5 dCi 90CV                   | 01/2016-09/2018    |
| 13. (Motore Energy)          | 17,9                     | -                                    | 90/4000        | 220/1750      | Renault Scénic III 1.5 dCi                       | 04/2012-04/2014    |
| 13. (Motore Energy)          | 17,9                     | -                                    | 90/4000        | 220/1750      | Nissan Micra V 1.5 dCi                           | dal 01/2017        |
| 13. (Motore Energy)          | 17,9                     | -                                    | 90/4000        | 220/1750      | Nissan Note Mk2 1.5 dCi                          | 09/2013-09/2017    |
| 13. (Motore Energy)          | 17,9                     | -                                    | 90/4000        | 220/1750      | Nissan Evalia 1.5 dCi 90cv                       | 2013-19            |
| 13. (Motore Energy)          | 17,9                     | -                                    | 90/4000        | 220/1750      | Dacia Logan Mk2 1.5 dCi 90CV                     | 2012-18            |
| 13. (Motore Energy)          | 17,9                     | -                                    | 90/4000        | 220/1750      | Dacia Logan Mk2 MCV 1.5 dCi 90CV                 | 2013-18            |
| 13. (Motore Energy)          | 17,9                     | -                                    | 90/4000        | 220/1750      | Dacia Dokker 1.5 dCi 90CV                        | dal 2012           |
| 13. (Motore Energy)          | 17,9                     | -                                    | 90/4000        | 220/1750      | Dacia Lodgy 1.5 dCi 90CV                         | 2012-22            |
| 13. (Motore Energy)          | 17,9                     | -                                    | 90/4000        | 220/1750      | Dacia Duster Mk1 1.5 dCi 90cv                    | 2013-17            |
| 13. (Motore Energy)          | 17,9                     | -                                    | 90/4000        | 220/1750      | Dacia Duster Mk2 1.5 dCi 90                      | dal 02/2018        |
| 14. (Motore Energy)          | 17,9                     | -                                    | 95/3750        | 200/1750      | Dacia Duster Mk2 1.5 Blue dCi 95cv               | dal 06/2018        |
| 14. (Motore Energy)          | 17,9                     | -                                    | 95/3750        | 200/1750      | Dacia Lodgy 1.5 BluedCi 95                       | 09/2018-07/2019    |
| 14. (Motore Energy)          | 17,9                     | -                                    | 95/3750        | 230           | Renault Kangoo II 1.5 Blue dCi 95CV              | 03/2019-2021       |
| 14. (Motore Energy)          | 17,9                     | -                                    | 95/3750        | 230           | Nissan NV250 1.5 Blue dCi 95CV                   | 2020-21            |
| 14. (Motore Energy)          | 17,9                     | -                                    | 95/3750        | 240/1750      | Renault Captur II 1.5 Blue dCi                   | dal 10/2019        |
| 14. (Motore Energy)          | 17,9                     | -                                    | 95/4000        | 240/1750      | Renault Mégane IV 1.5 Blue dCi 95CV              | dal 09/2018        |
| 14. (Motore Energy)          | 17,9                     | -                                    | 95/4000        | 240/1750      | Renault Mégane III 1.5 dCi 95cv                  | 2014-16            |
| 14. (Motore Energy)          | 17,9                     | -                                    | 95/4000        | 240/1750      | Renault Scénic III XMod 1.5 dCi 95cv             | 2014-16            |
| 14. (Motore Energy)          | 17,9                     | -                                    | 95/3750        | 260/1750      | Renault Kangoo III 1.5 BluedCi 95                | dal 04/2021        |
| 14. (Motore Energy)          | 17,9                     | -                                    | 95/3750        | 260/1750      | Renault Express dCI 95                           | dal 05/2021        |
| 15.                          | 15,6                     | 1,25                                 | 100/4000       | 200/1900      | Renault Clio Mk2 1.5 dCi 100CV                   | 2004-05            |
| 15.                          | 15,6                     | 1,25                                 | 100/4000       | 200/1900      | Renault Mégane Mk2 1.5 dCi 100CV                 | 2003-05            |
| 15.                          | 15,6                     | 1,25                                 | 100/4000       | 200/1900      | Renault Scénic/GrandScénic Mk2 1.5 dCi 100CV     | 2003-05            |
| 16. (motore Energy)          | -                        | -                                    | 101/3750       | 260/2000      | Renault Clio V 1.5 BluedCi 100                   | dal 07/2021        |
| 17.                          | -                        | -                                    | 103/4000       | 240/2000      | Nissan Note 1.5 dCi DPF                          | 2008-10            |
| 17.                          | -                        | -                                    | 103/4000       | 240/2000      | Nissan Qashqai+2 Mk1 1.5 dCi                     | 2008-13            |
| 17.                          | -                        | -                                    | 103/4000       | 240/2000      | Renault Kangoo II 1.5 dCi                        | 01/2008–08/2010    |
| 18.                          | 15,6                     | 1,25                                 | 106/4000       | 240/2500      | Renault Clio Mk3 1.5 dCi 106CV                   | 2005-10            |
| 18.                          | 15,6                     | 1,25                                 | 106/4000       | 240/2500      | Renault Modus 1.5 dCi 106CV                      | 2005-10            |
| 18.                          | 15,6                     | 1,25                                 | 106/4000       | 240/2500      | Renault Grand Modus 1.5 dCi 106CV                | 2007-10            |
| 18.                          | 15,6                     | 1,25                                 | 106/4000       | 240/2500      | Renault Mégane Mk2 1.5 dCi 106CV 3p/5p/GrandTour | 2005-09            |
| 18.                          | 15,6                     | 1,25                                 | 106/4000       | 240/2500      | Renault Mégane CC Mk2 1.5 dCi                    | 2005-10            |
| 18.                          | 15,6                     | 1,25                                 | 106/4000       | 240/2500      | Renault Scénic/GrandScénic Mk2 1.5 dCi 106CV     | 2005-09            |
| 18.                          | 15,6                     | 1,25                                 | 106/4000       | 240/2500      | Renault Laguna Mk3 1.5 dCi 106CV                 | 2007-08            |
| 18.                          | 15,6                     | 1,25                                 | 106/4000       | 240/2500      | Renault Scénic/Scénic X-Mod Mk3 1.5 dCi 106CV    | 2009-11            |
| 18.                          | 15,6                     | 1,25                                 | 106/4000       | 240/2500      | Nissan Qashqai 1.5 dCi 106CV                     | 2007-10            |
| 18.                          | 15,6                     | 1,25                                 | 106/4000       | 240/2500      | Dacia Lodgy 1.5 dCi 106CV                        | 2012-13            |
| 18.                          | 15,6                     | 1,25                                 | 106/4000       | 240/2500      | Dacia Duster 1.5 dCi                             | 2010-13            |
| 19.                          | 15,2                     | -                                    | 110/4000       | 240/1750      | Renault Mégane Mk3 1.5 dCi 5p                    | 2008-12            |
| 19.                          | 15,2                     | -                                    | 110/4000       | 240/1750      | Renault Mégane Mk3 1.5 dCi Coupé/SportTour       | 2009-12            |
| 19.                          | 15,2                     | -                                    | 110/4000       | 240/1750      | Renault Mégane Mk3 1.5 dCi CC                    | 06/2010-03/2012    |
| 19.                          | 15,2                     | -                                    | 110/4000       | 240/1750      | Renault Scénic/Scénic X-Mod Mk3 1.5 dCi 110CV    | 2009-12            |
| 19.                          | 15,2                     | -                                    | 110/4000       | 240/1750      | Renault Laguna Mk3 1.5 dCi 110CV                 | 2008-15            |
| 19.                          | 15,2                     | -                                    | 110/4000       | 240/1750      | Renault Kangoo II 1.5 dCi                        | 09/2010–08/2018    |
| 19.                          | 15,2                     | -                                    | 110/4000       | 240/1750      | Nissan Cube 1.5 dCi                              | 2010-12            |
| 19.                          | 15,2                     | -                                    | 110/4000       | 240/1750      | Nissan Evalia 1.5 dCi 110cv                      | 2011-13            |
| 19.                          | 15,2                     | -                                    | 110/4000       | 240/1750      | Nissan Juke 1.5 dCi                              | 2010-14            |
| 19.                          | 15,2                     | -                                    | 110/4000       | 240/1750      | Nissan Qashqai/Qashqai+2 Mk1 1.5 dCi 110CV       | 2010-13            |
| 19.                          | 15,2                     | -                                    | 110/4000       | 240/1750      | Dacia Duster 1.5 dCi 110CV                       | 2010-13            |
| 20. (motore Energy)          | 15,6                     | -                                    | 107/4000       | 240/1750      | Dacia Lodgy 1.5 dCi 110                          | 06/2012-07/2015    |
| 20. (motore Energy)          | 15,6                     | -                                    | 110/4000       | 260/1750      | Renault Clio IV 1.5 dCi 110 CV                   | 07/2016-09/2018    |
| 20. (motore Energy)          | 15,6                     | -                                    | 110/4000       | 260/1750      | Renault Mégane III 1.5 dCi (tutte le versioni)   | 04/2012-10/2016    |
| 20. (motore Energy)          | 15,6                     | -                                    | 110/4000       | 260/1750      | Renault Mégane IV 1.5 dCi 110CV                  | 01/2016-09/2018    |
| 20. (motore Energy)          | 15,6                     | -                                    | 110/4000       | 260/1750      | Renault Laguna Mk3 Coupé 1.5 dCi                 | 2012-15            |
| 20. (motore Energy)          | 15,6                     | -                                    | 110/4000       | 260/1750      | Renault Talisman II 1.5 dCi                      | dal 01/2016        |
| 20. (motore Energy)          | 15,6                     | -                                    | 110/4000       | 260/1750      | Renault Scénic/Scénic XMod III 1.5 dCi           | 03/2012-09/2016    |
| 20. (motore Energy)          | 15,6                     | -                                    | 110/4000       | 260/1750      | Renault Scénic IV 1.5 dCi                        | dal 10/2016        |
| 20. (motore Energy)          | 15,6                     | -                                    | 110/4000       | 260/1750      | Renault Captur 1.5 dCi 110                       | 04/2015-09/2019    |
| 20. (motore Energy)          | 15,6                     | -                                    | 110/4000       | 260/1750      | Renault Kadjar 1.5 dCi                           | 05/2015-08/2018    |
| 20. (motore Energy)          | 15,6                     | -                                    | 110/4000       | 260/1750      | Nissan Pulsar 1.5 dCi                            | 2015-18            |
| 20. (motore Energy)          | 15,6                     | -                                    | 110/4000       | 260/1750      | Nissan Evalia / NV200 1.5 dCi 110cv              | 2013-19            |
| 20. (motore Energy)          | 15,6                     | -                                    | 110/4000       | 260/1750      | Nissan Juke 1.5 dCi                              | 07/2013-08/2019    |
| 20. (motore Energy)          | 15,6                     | -                                    | 110/4000       | 260/1750      | Nissan Qashqai II 1.5 dCi                        | 01/2014-08/2018    |
| 20. (motore Energy)          | 15,6                     | -                                    | 110/4000       | 260/1750      | Dacia Duster Mk1 1.5 dCi                         | 10/2013-01/2018    |
| 20. (motore Energy)          | 15,6                     | -                                    | 110/4000       | 260/1750      | Dacia Duster Mk2 1.5 dCi                         | dal 02/2018        |
| 20. (motore Energy)          | 15,6                     | -                                    | 110/4000       | 260/1750      | Dacia Lodgy 1.5 dCi 110                          | 07/2015-09/2018    |
| 21. (motore Energy Blue dCi) | 15,6                     | -                                    | 115/3750       | 260/2000      | Dacia Duster Mk2 1.5 Blue dCi 115CV              | dal 06/2018        |
| 21. (motore Energy Blue dCi) | 15,6                     | -                                    | 115/3750       | 260/2000      | Dacia Lodgy 1.5 Blue dCi 115                     | 09/2018-02/2022    |
| 21. (motore Energy Blue dCi) | 15,6                     | -                                    | 115/3750       | 260/2000      | Renault Clio V 1.5 Blue dCi 115                  | dal 03/2019        |
| 21. (motore Energy Blue dCi) | 15,6                     | -                                    | 115/3750       | 260/2000      | Renault Mégane IV 1.5 Blue dCi 115CV             | dal 09/2018        |
| 21. (motore Energy Blue dCi) | 15,6                     | -                                    | 115/3750       | 260/2000      | Renault Kangoo II 1.5 Blue dCi 115CV             | 03/2019–2021       |
| 21. (motore Energy Blue dCi) | 15,6                     | -                                    | 115/3750       | 260/2000      | Renault Kangoo III 1.5 BluedCi 115CV             | dal 04/2021        |
| 21. (motore Energy Blue dCi) | 15,6                     | -                                    | 115/3750       | 260/2000      | Renault Captur II 1.5 Blue dCi                   | 10/2019-12/2020    |
| 21. (motore Energy Blue dCi) | 15,6                     | -                                    | 115/3750       | 260/2000      | Renault Kadjar 1.5 BluedCi                       | dal 09/2018        |
| 21. (motore Energy Blue dCi) | 15,6                     | -                                    | 115/3750       | 260/2000      | Nissan NV250 1.5 Blue dCi 115 CV                 | 2020-21            |
| 21. (motore Energy Blue dCi) | 15,6                     | -                                    | 115/3750       | 260/2000      | Nissan Qahqai II 1.5 Blue dCi 115                | 10/2018-09/2020    |

#### Variante Mercedes-Benz
Il 1.5 K9K è servito come base per un propulsore adottato dalla Mercedes-Benz per la terza generazione della sua Classe A. Mantenendo invariata la cilindrata e le principali caratteristiche strutturali, questo motore è stato rivisitato dalla casa automobilistica tedesca in alcuni punti. Questo motore è noto con la sigla OM607.